# Sauer & Sohn
Pour les articles homonymes, voir Sauer et Sohn.
J. P. Sauer und Sohn GmbH, plus couramment Sauer ou Sauer & Sohn, est une société allemande d'armes à feu fondée en 1751 à Suhl et ayant son siège actuel à Eckernförde. 
Sauer est ainsi le plus ancien fabricant d'armes à feu allemand encore en activité.
Sauer & Sohn appartenait jusqu'en 2000 à la holding suisse SIG et fait maintenant partie de la société Swiss Arms.

## Histoire

### Débuts

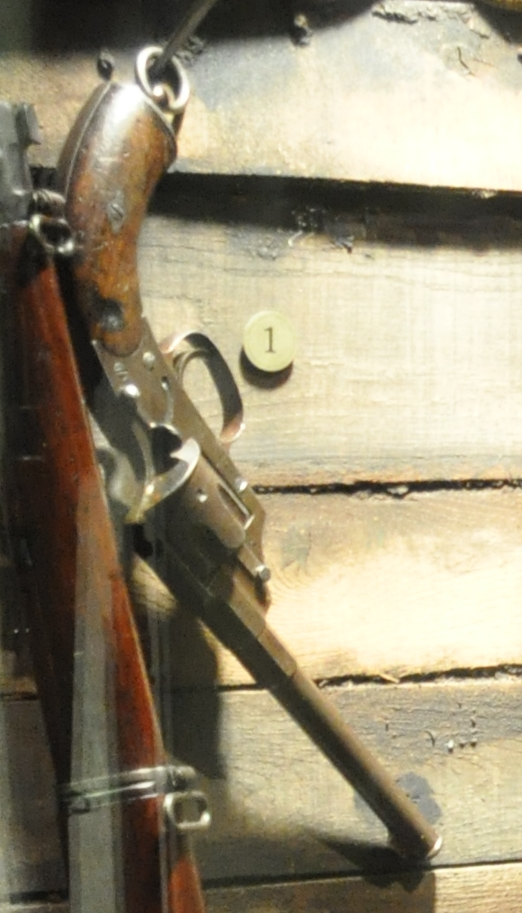
Un revolver Sauer à simple action de 1879.

Au XVIIe siècle, la famille Sauer venant de Nuremberg s’installe à Suhl. C'est là que Johann Paul Sauer fonde en 1751 une société d’armurerie sous le nom de J. P. Sauer & Sohn.

Fusil de chasse Sauer (entre 1860 et 1900).

Après les premières années de production, Sauer remporte un marché pour l’armurerie de Dresde. Sauer produisait avant tout des armes militaires comme des pistolets, des fusils et un peu plus tard des revolvers.
En 1880, la priorité fut donnée à la fabrication d'armes de chasse. Sauer & Sohn devint le leader sur ce marché et maintint cette position avec des innovations et des brevets . 
En 1893 Sauer collabore avec Krupp. 
En 1898, des pistolets sont produits par Sauer.

### Seconde Guerre mondiale

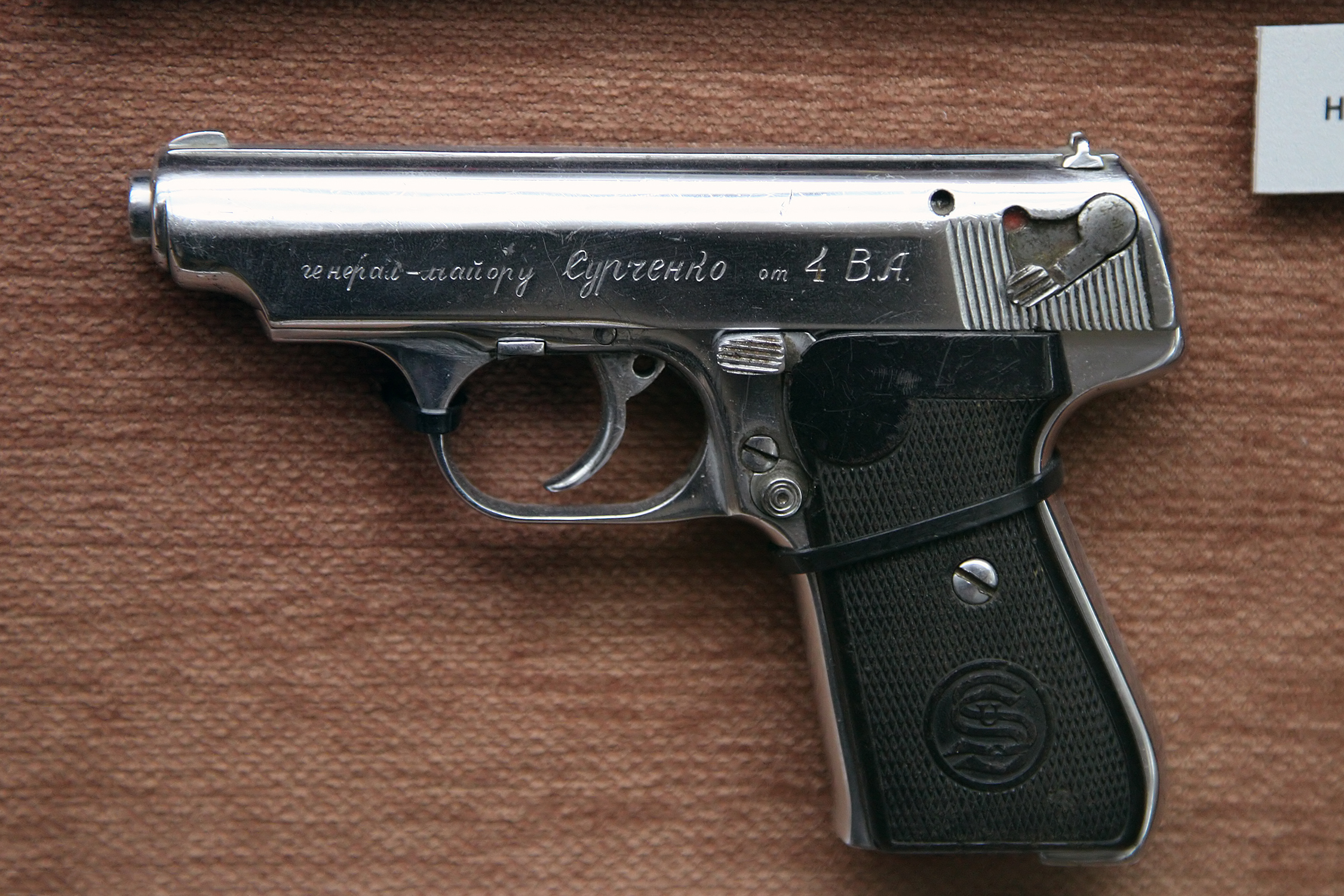
Pistolet Sauer M38 H, produit de 1938 à 1945.

Le début de la Seconde Guerre mondiale permit à Sauer de se développer en produisant des armes militaires. En 1941, la production de Sauer était presque exclusivement de l’armement militaire.
La société Sauer était à côté de Mauser l'un des plus importants fabricants du fusil standard de l’armée, la carabine 98k, qui fut produit à 15 millions d'exemplaires. Le fusil d'assaut Stg 44 (Sturmgewehr  44) a été développé en 1944 dans les ateliers de Suhl d'où il en est sorti quelque 44 000 exemplaires jusqu'à la fin de la guerre.

### Après-guerre
Après la fin de la guerre, la production redémarre temporairement pour les troupes d’occupation soviétique, en tant que réparation de guerre.

### Renouveau
Le 26 mars 1951, Sauer devient une société anonyme. P. Sauer und Sohn GmbH sous la direction de Dietrich-Rolf Sauer et Fritz Bohmmüller. Le siège de cette société sera à Eckernförde.
Eckernförde fut choisi parce que le gouvernement régional promettait des crédits à la construction de l'entreprise. En outre, le fait de pouvoir occuper les anciens laboratoire d'essais de torpille (TVA) était intéressant pour la société.
À Eckernförde, 70 experts de Suhl et plus de 200 techniciens TVA commencèrent la fabrication d’armes de chasse.

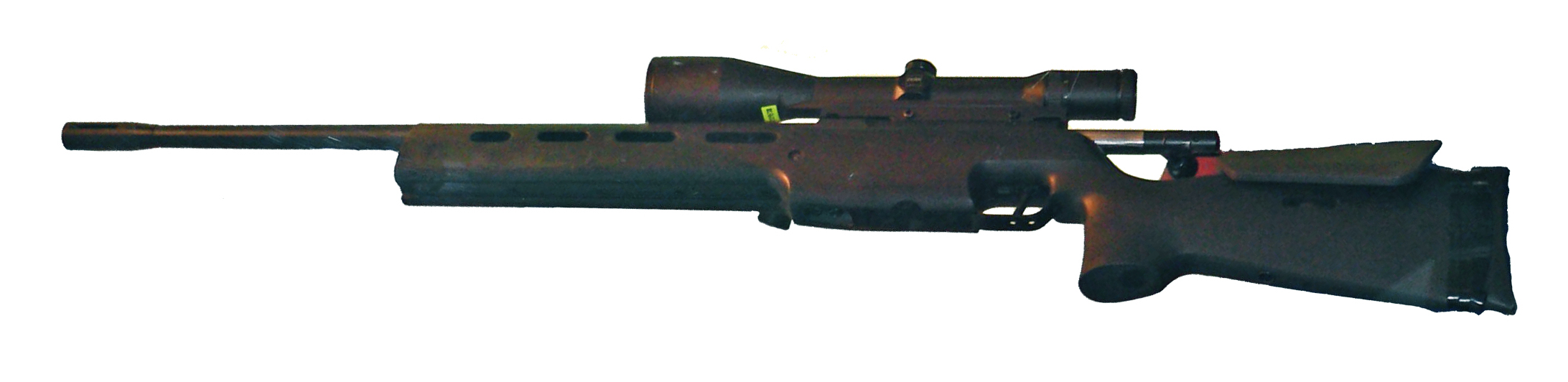
Fusil de précision Sig-Sauer SSG 3000.

À partir de 1952, des contacts étaient noués avec des distributeurs aux États-Unis, le plus important marché pour la vente de pistolets.
L'entreprise se développa rapidement, sa production augmenta ainsi que le nombre de collaborateurs. Les armes de chasse se vendaient bien en Scandinavie, mais aussi au Pakistan et au Brésil.
Le personnel passa à 430 salariés, et Sauer entreprit la construction d’appartements pour les accueillir à Eckernförde. 
À partir de 1973, l'entreprise enregistra des succès importants avec les pistolets construit en collaboration avec Swiss Arms (autrefois SIG Arms) dans la conception et la fabrication de pistolets semi-automatiques de marque SIG-Sauer comme les séries P220, P225 (aussi connu comme P6 pour la police), P226, P228, P229 et P230 ainsi que le SIG Pro SP 2022 que l’on retrouve dans les différents services publics de protection dans le monde entier.

## Clients
Aujourd'hui, on peut compter comme clients de Sauer des tireurs sportifs et des chasseurs exigeants, et aussi le FBI, les forces spéciales de la police et de l’armée ainsi que la police allemande et française. 
La France, en 2003 par l’intermédiaire du Ministère de l’Intérieur et de son ministre Nicolas Sarkozy a passé une commande de 260 000 pistolets modèle SIG Pro SP 2022 pour un montant de 90 millions d’euros pour équiper ses forces de sécurité (polices, douanes et gendarmes). C’est la plus grosse commande d’armes de service de l’après-guerre que reçoit Sauer.
La garde suisse du Vatican est équipée, d'après un rapport sur la chaîne de télévision allemande ZDF, également de pistolets Sauer.

## Armes

### Pistolet
- Sauer 1913
- Sauer M1914
- Sauer 1919
- Sauer M38 H
- Sauer M30

En collaboration avec SIG:
- Sig-Sauer P220
- Sig-Sauer P225
- Sig-Sauer P226
- Sig Sauer Mosquito
- Sig-Sauer P228
- Sig-Sauer P239
- Sig-Sauer P245
- SIG-Sauer Pro (avec les variantes SP 2340 - SP 2009 - SP 2022 et SPC2022)
- Gw-150, carabine créé pour la P-26

Modèles de pistolets
- Liste de pistolets

### Fusil de précision
- Sauer SSG 2000
- Sauer SSG 3000